# ジョン・ドライヤー

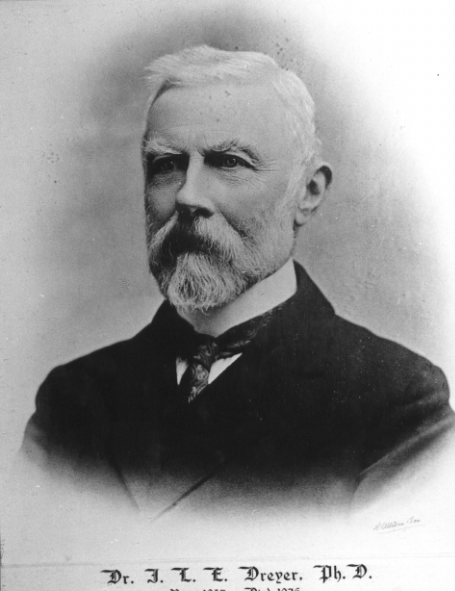
ジョン・ドライヤー

ジョン・ドライヤー（John Louis Emil Dreyer、デンマーク名 Johan Ludvig Emil Dreyer、1852年2月13日 – 1926年9月14日）は、デンマーク生まれでアイルランドで活動した天文学者である。ウィリアム・ハーシェルらが作った連星、星雲、星団のカタログを追補して『ニュージェネラルカタログ (New General Catalogue of Nebulae and Clusters of Stars)]』を作成した。

## 生涯
コペンハーゲンで生まれた。1874年、22歳の時にアイルランドに渡り、パーソンズタウンの天文台で第4代ロス卿ローレンス・パーソンズ（第3代ロス卿：ウィリアム・パーソンズの息子）の下で天文台助手となり、同地の180 cm大反射望遠鏡で星雲や星団を観測した。1878年から1882年までダブリン近郊のダンシンク天文台に勤務、1882年から1916年までアーマー天文台の所長を務めた。
1886年に2300個の星の位置を示した『第2アーマー星表 (Second Armagh Catalogue)』を発表、1888年にはニュージェネラルカタログ（New General Catalogue of Nebulae and Clusters of Stars）を発表した。7840個の連星、星雲、星団を収録し、カタログ番号（NGC番号）は現在も使われている。さらに1895年と1908年にはこの拡張版であるインデックスカタログを発行した。
天文学史家でもあり1890年ティコ・ブラーエの伝記などを出版した。
1916年に王立天文学会ゴールドメダルを受賞し、1923年から1926年まで王立天文学会の会長を務めた。